# 泉川町
泉川町（いずみがわちょう）は愛媛県東予地方の新居郡にあった町である。1955年（昭和30年）に、中萩町・船木村とともに新居浜市に編入合併され、自治体としては消滅した。現在の新居浜市の南部平地部、新居浜平野のほぼ中央。概ねJR予讃線、国道11号、国領川にはさまれた地域一帯。地元で「上部」（じょうぶ）と呼ばれる新居浜市南部地域の一部。

## 地理
現在の新居浜市の南部。
山
なし
河川
国領川
村名の由来
泉による水が田畑を潤していたことに由来するとされる。泉川の名は寛文年間の文書に見え、古くは別名村と呼ばれていた。

## 歴史

### 略史
中世
- 室町時代ころ隕石を奉った真星明神のまわりに市が立ち始める。（後の星原）

近世
- 西条藩領。
- 星原の市が夏冬の定期市となる。

明治以降
- 1873年（明治6年） - 泉川学校開設。
- 1885年（明治18年） - 泉川学校が泉川簡易小学校となる。
- 1892年（明治25年） - 村の北部を横断する国道が改良される。
- 1910年（明治43年） - 泉川尋常小学校開設。
- 1920年（大正9年） - 新居郡立新居農学校が中萩村から移転設置。
- 1921年（大正10年） - 国鉄新居浜駅設置。
- 1942年（昭和17年） - 国鉄新居浜駅と別子鉱山鉄道星越駅との間に連絡線敷設（昭和42年廃止）。
- 1947年（昭和22年） - 泉川国民学校が泉川小学校となる。
- 1947年（昭和22年） - 泉川中学校開設。

### 村の沿革
- 1876年（明治9年） - 上泉川と下泉川の2村が合併して、泉川村となる。村役場は高須におく。
- 1889年（明治22年） - 町村制施行により新居郡上泉川と下泉川の2村が合併して、新居郡泉川村として発足。喜光地に役場をおく。
- 1939年（昭和14年）3月10日　泉川村が町制施行し、泉川町となる.
- 1955年（昭和30年） - 中萩町、船木村、大生院村とともに新居浜市に編入合併し、泉川町は自治体としては消滅した。

```
泉川村・泉川町の系譜
（町村制実施以前の村）（明治期）　　　　　　　　　　　（昭和の合併）　　　　　（平成の合併）
　　　　　　　　　　　町村制施行時

　　　　　　　　　　　　　　　　　　　　う
泉川　　━━━━━泉川村━━━━━━━━泉川町━━━━━━━━┓
　　　　　　　　　　　　　　　　　　　　　　　　　　　　　　　┃
　　　　　　　　　　　　　　　　　　　　　　　　　　　　　　　┃
　　　　　　　　　船木村━━━━━━━━━━━━━━━━━━━┫昭和30年3月31日
　　　　　　　　　　　　　　　　　　　　　　　　　　　　　　　┃　編入
　　　　　　　　　大生院村━━━━━━━━━━━━━━━━━━┫
　　　　　　　　　　　　　　　　　　　　お　　　　　　　　　　┃
　　　　　　　　　中萩村━━━━━━━━中萩町━━━━━━━━┫
　　　　　　　　　　　　　あ　　　　い　　　　　　　　か　　　┃
　　　　　　　　　新居浜村━新居浜町┳新居浜市━━━━┳━━━┻┳━━┳━━━━┳現在に至る
　　　　　　　　　金子村━━━━━━┫　　      　　　┃　　　　┃　　┃　く　　┃
　　　　　　　　　高津村━━━━━━┛　        　　　┃　　　　き　　┃　　　　┃け
　　　　　　　　　大島村━━━━━━━━━━━━━━━┫　　境界変更　┃　　　　┃
　　　　　　　　　多喜浜村━━━━━━━━━━━━━━┫　　　　　　　┃　　　　┃
　　　　　　　　　神郷村━━━━━━━━━━━━━━━┫　　　　　　　┃　　　　┃
　　　　　　　　　垣生村━━━━━━━━━━━━━━━┛　　　　　　　┃　　　　┃
　　　　　　　　　　　　　　　　　　　　え　　　　　　　　　　　　　　┃　　　　┃
　　　　　　　　　角野村━━━━━━━━角野町━━━━━━━━━━━━┛　　　　┃
　　　　　　　　　　　　　　　　　　　　　　　　　　　　　　　　　　　　　　　　┃
　　　　　　　　　別子山村━━━━━━━━━━━━━━━━━━━━━━━━━━━┛

あ　明治41年1月1日　新居浜村が町制施行し新居浜町となる
い　昭和12年11月3日　新居浜町が金子村、高津村と合併、市制施行し新居浜市となる
う　昭和14年3月10日　泉川村が町制施行し、泉川町となる
え　昭和14年10月1日　角野村が町制施行し、角野町となる
お　昭和17年4月1日　中萩村が町制施行し、中萩町となる
か　昭和28年5月3日　新居浜市が、大島村、多喜浜村、神郷村、垣生村を編入
き　昭和31年9月28日　大生院の一部が西条市へ境界変更
く　昭和34年4月1日　新居浜市が、角野町を編入
け　平成15年4月1日　新居浜市が、宇摩郡別子山村を編入

（注記）泉川村以外の合併以前の系譜はそれぞれの市町村の記事を参照のこと。

```

## 地域
大字はなし。現在の新居浜市の概ね下記の町丁の地域。
上泉町、下泉町、坂井町、松木町、西喜光地町、喜光地町一丁目、松原町、外山町、星原町、瀬戸町、寿町、岸の上町、観音原町、東田、光明寺、国領一丁目及び城下町（一部）

## 産業
農業中心。ただし、国領川の近辺を中心に泉が湧いていたものの、金属分を含むため、藩政期から畑作が多かった。

## 教育
- 泉川小学校
- 泉川中学校

## 交通
町内を国鉄予讃本線が東西に横断していた。最寄り駅　新居浜駅
国道が当村を東西に横断している。現在の国道11号